# (86480) 2000 CT97
(86480) 2000 CT97 là một tiểu hành tinh vành đai chính. Nó được phát hiện bởi Robert H. McNaught ở Đài thiên văn Siding Spring ở Coonabarabran, New South Wales, Australia, ngày 9 tháng 2 năm 2000.